# サプリ (テレビドラマ)
『サプリ』は、フジテレビ系で2006年7月10日から9月18日まで毎週月曜日の21:00 - 21:54（初回は15分拡大）に放送された、伊東美咲、亀梨和也W主演の月9の連続テレビドラマ。
「FEEL YOUNG」（祥伝社）に連載中の同名コミックのドラマ化。この時間枠としては『スローダンス』以来の恋愛劇となる。
また、7月期の月9は2005年までは第1月曜日からだったが、この年から第2月曜日以後に放送。

## あらすじ
大手広告会社・クリエイトエージェンシーでCMプランナーとして働く藤井ミナミは、仕事に一生懸命で私生活は二の次とする、典型的な仕事人間。そんなある日、雑用係のアルバイトで石田勇也がやって来た。不遜で小生意気な彼に、当初は反発を覚えたが…。

## キャスト
藤井ミナミ
演 - 伊東美咲
広告会社・クリエイトエージェンシー制作局勤務のCMプランナー。
石田勇也
演 - 亀梨和也（KAT-TUN）
制作局に雑用係としてやって来たアルバイト。
萩原智
演 - 瑛太
営業局勤務。
柚木ヨウコ
演 - 白石美帆
クリエイトエージェンシーに出入するフリーコピーライター。
桜木邦夫
演 - 相島一之
制作局マーケティング部主任。
渡辺ユリ
演 - 浅見れいな
制作局経理担当デスク。
松井良英
演 - 原口あきまさ
制作局勤務のコピーライター。
三田圭介
演 - 佐藤重幸（現・戸次重幸）
制作局勤務のアートディレクター、主にグラフィック担当。
中沢敏明
演 - 天野浩成
ミナミの恋人。
紺野なつき
演 - 志田未来
今岡響太郎の一人娘、小学5年生。愛称「なっちゃん」。
田中ミズホ
演 - りょう
営業局勤務。
今岡響太郎
演 - 佐藤浩市
制作局勤務のクリエイティブディレクター。

## ゲスト
- 第1話 - KONISHIKI（特別出演）
- 第2話 - 秋本奈緒美（斉藤ノゾミ）、相沢紗世（香月ミカ）、三原康可（CMディレクター）
- 第5話 - 小市慢太郎（柳瀬シン）
- 第7話 - 横山めぐみ（平野ユミコ）、あめくみちこ（三浦礼子）、樋渡真司（三浦裕文）
- 第8話 - 谷津勲（おもちゃ屋の主人）
- 第10話 - 中丸新将（部長）、須永慶（風見慎之介）

## サブタイトル
| 各話                                                      | 放送日        | サブタイトル       | 演出     | 視聴率 |
| --------------------------------------------------------- | ------------- | ------------------ | -------- | ------ |
| Episode.01                                                | 2006年7月10日 | 15秒、恋の瞬間     | 成田岳   | 17.9%  |
| Episode.02                                                | 2006年7月17日 | 動き始めた気持ち   | 成田岳   | 13.0%  |
| Episode.03                                                | 2006年7月24日 | 10年後のあなたに   | 川村泰祐 | 14.4%  |
| Episode.04                                                | 2006年7月31日 | 年下の男たち       | 川村泰祐 | 12.2%  |
| Episode.05                                                | 2006年8月07日 | 私を見守る人       | 成田岳   | 13.9%  |
| Episode.06                                                | 2006年8月14日 | 透けて見える恋心   | 成田岳   | 12.7%  |
| Episode.07                                                | 2006年8月21日 | ぶどう畑のキス     | 川村泰祐 | 14.4%  |
| Episode.08                                                | 2006年8月28日 | 彼を私に下さい!    | 川村泰祐 | 16.3%  |
| Episode.09                                                | 2006年9月04日 | 二人きりの夜       | 成田岳   | 13.8%  |
| Episode.10                                                | 2006年9月11日 | 今、俺にできること | 川村泰祐 | 12.7%  |
| Episode.11                                                | 2006年9月18日 | 伝えたい言葉       | 成田岳   | 15.3%  |
| 平均視聴率14.3%（視聴率は関東地区・ビデオリサーチ社調べ） |               |                    |          |        |

## スタッフ
- 原作 - おかざき真里
- 脚本 - 金子ありさ
- 音楽 - 菅野祐悟
- 主題歌 - 絢香「Real voice」（ワーナーミュージック・ジャパン）
- 挿入歌 - 絢香「ブルーデイズ」（ワーナーミュージック・ジャパン）
- オープニング・テーマ - KAT-TUN「YOU」（J-One Records）
- プロデュース - 関谷正征
- プロデュース補 - 中野利幸
- 編成 - 松崎容子
- 演出 - 成田岳・川村泰祐
- 制作 - フジテレビ

## 補足
- ドラマ中では出演者ほぼ全員がセットの携帯電話を所持している。大抵の出演者がNTTドコモの携帯電話を使用しているが、伊東美咲だけは、イメージキャラクターをしていたボーダフォンの携帯であった。
- 亀梨にとってフジテレビの連続ドラマ初主演、初出演である。
- 系列外の山口放送（日本テレビ系）では土曜日の深夜に月9を遅れネットしていたため、このドラマは山口では10月からスタートした（しかも山口放送での放送開始日が主演の亀梨が同クールで主演した「たったひとつの恋」の初回放送日と同じだったため、山口では土曜日に亀梨の主演ドラマが2本放送されたことになる）。
- 亀梨と志田未来は、それぞれ次クールの日本テレビの連続ドラマに主演している。（亀梨「たったひとつの恋」、志田「14才の母」）